# Coppa del Mondo di cricket femminile 2009
La Coppa del Mondo di cricket femminile 2009 è stata svolta dal 7 al 22 marzo 2009 in Australia.
Si tratta della nona edizione del torneo, a cui hanno preso parte otto rappresentative nazionali. Il torneo è stato vinto dall'Inghilterra, che in finale ha battuto la Nuova Zelanda.

## Partecipanti
- Australia
- India
- Inghilterra
- Pakistan
- Nuova Zelanda
- Indie Occidentali
- Sri Lanka
- Sudafrica

## Classifica finale
| Pos | Squadra           | V/S |
| --- | ----------------- | --- |
| 1°  | Inghilterra       | 6-1 |
| 2°  | Nuova Zelanda     | 5-2 |
| 3°  | India             | 5-2 |
| 4°  | Australia         | 4-3 |
| 5°  | Pakistan          | 2-5 |
| 6°  | Indie Occidentali | 2-5 |
| 7°  | Sudafrica         | 1-3 |
| 8°  | Sri Lanka         | 0-4 |